# Orenyola

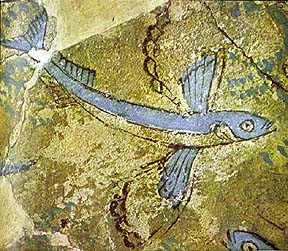
Fresc de l'edat de bronze a l'illa de Milos, probablement d'aquesta espècie.

L'orenyola, oreneta, orenol, peix volador o verat volador (Hirundichthys rondeletii) és una espècie de peix beloniforme de la família Exocoetidae. Cal tenir en compte que amb els mateixos noms hom també es pot referir a les espècies Cheilopogon heterurus i Exocoetus volitans.
La seva longitud màxima normal és d'uns 20 cm. No té espines a les aletes, però consta de nombrosos radis, llargs i tous, 12 en l'aleta anal i 12 en l'aleta dorsal; el cos és fosc, blau iridescent per damunt i blanc platejat per sota, per camuflar-se amb el cel quan salta fora de l'aigua; les aletes dorsal i cabal són grises i la resta de les aletes hialines.

## Distribució
Espècie cosmopolita distribuïda àmpliament per les aigües subtropicals de tots els oceans, el mar Carib i el mar Mediterrani. A la península ibèrica es troba en la majoria de les costes mediterrànies i en la meitat sud de les atlàntiques.

## Hàbitat i biologia
És una espècie pelàgica migratòria que viu sota la superfície de l'aigua, on és capaç de saltar llargues distàncies fora de l'aigua.